# Adela Ramos Juárez
Adela Ramos Juárez (12 de octubre de 1966) es una política mexicana, que fue miembro del partido Movimiento Regeneración Nacional (Morena) y actualmente lo es del Partido Acción Nacional (PAN). Fue diputada federal para el periodo de 2021 a 2024.

## Biografía
Es licenciada en Ciencias de la Educación con Terminal en Ciencias Sociales por la Universidad Valle del Grijalva y maestra en Pedagogía por la Universidad del Sur.
En 2021 fue postulada candidata de la coalción Juntos Hacemos Historia a diputada federal por el Distrito 2 de Chiapas con cabecera en Bochil. Elegida para la LXV Legislatura de dicho año a 2024, integrando el grupo parlamentario de Morena. En la Cámara de Diputados es secretaria de la comisión de Infraestructura e integrante de la comisión de Educación; de 2021 a 2022 fue integrante de la comisión de Vigilancia de la Auditoría Superior de la Federación.
El 28 de octubre de 2022 denunció que su remoción de la comisión de Vigilancia de la Auditoría Superior de la Federación se habría debido a que apoyó la solicitud de comparecencia en la Cámara de Diputados de los presuntos responsables de denuncias de corrupción en Seguridad Alimentaria Mexicana (SEGALMEX) y de lo cual señaló como responsable a su coordinador parlamentario, Ignacio Mier Velazco.
El 12 de noviembre siguiente, denunció públicamente a Mier Velazco por lo que consideró violencia política de género por haberla removido a la comisión de Vigilancia de la Auditoría Superior de la Federación, además de impedirle hacer uso de la tribuna, presentar iniciativas y presionar el sentido de su voto; por ello anunció que lo había denunciado ante el Tribunal Electoral del Poder Judicial de la Federación y pidió su remoción de la coordinación parlamentaria de Morena.
Tras mantener las acusaciones y señalamientos anteriores contra los liderazgos de su bancada, el 10 de octubre de 2023 anunció que dejaba el grupo parlamenario de Morena y se integraba en el del Partido Acción Nacional.